# Lieja-Bastoña-Lieja 1954
La Lieja-Bastogne-Lieja 1954 fue la 40.ª edición de la clásica ciclista Lieja-Bastoña-Lieja. La carrera se disputó el domingo 9 de mayo de 1954, sobre un recorrido de 236 km. El vencedor final fue el luxemburgués Marcel Ernzer (Terrot-Hutchinson) que se impuso con más de dos minutos de ventaja al belga Raymond Impanis (Mercier-Hutchinson). El suizo Ferdi Kübler (Fiorelli) completó el podio. 

## Clasificación final
| Posición | Ciclista            | Equipo             | Tiempo   |
| -------- | ------------------- | ------------------ | -------- |
| 1        | Marcel Ernzer       | Terrot-Hutchinson  | 6h56'16" |
| 2        | Raymond Impanis     | Mercier-Hutchinson | a 2'40"  |
| 3        | Ferdi Kübler        | Fiorelli           | a 3'51"  |
| 4        | Henri Van Kerckhove | Peugeot-Dunlop     | a 4'20"  |
| 5        | Marcel De Mulder    | Terrot-Hutchinson  | s.t.     |
| 6        | Raoul Rémy          | Mercier-Hutchinson | a 4'28"  |
| 7        | Roger Decock        | Bertin             | s.t.     |
| 8        | Maurice Quentin     | Alcyon-Dunlop      | s.t.     |
| 9        | Alfons Vandenbrande | Girardengo         | s.t.     |
| 10       | Pino Cerami         | Peugeot-Dunlop     | s.t.     |